# LEGO Group
De LEGO Group (formeel LEGO SYSTEM A/S) is een familiebedrijf in Billund, Denemarken en het meest bekend van hun speelgoedmerk LEGO. Het bedrijf behoort tot de grootste speelgoedfabrikanten ter wereld gemeten naar de omzet. In 2023 behaalde de groep een omzet van 66 miljard Deense kronen (circa 8,8 miljard euro). Hiervan werd zo'n 15% behaald in Azië en de rest van de omzet werd behaald in Europa en Noord- en Zuid-Amerika in ongeveer gelijke delen. 

## Geschiedenis
Het bedrijf werd in 1932 opgericht door Ole Kirk Christiansen. Het woord LEGO is afgeleid van het Deense zinsdeel leg godt, wat "speel goed" betekent. Later ontdekte de Lego Group dat "LEGO" in het Latijn ook kon worden geïnterpreteerd als "ik stel samen", "ik verzamel" of "ik leer".
LEGO werd aanvankelijk gemaakt van hout, maar na de Tweede Wereldoorlog kwam kunststof in opkomst en ging Christiansen dit materiaal ook gebruiken voor zijn speelgoed. Er werd plastic (celluloseacetaat) gebruikt, maar de kwaliteit was slecht en de zaken gingen minder goed. In 1958 overleed Ole Kirk Christiansen en hij werd opgevolgd door zijn zoon Godtfred Christiansen. In 1960 werd de productie met hout gestaakt en drie jaar later ging men over naar een nieuwe plastic, acrylonitril-butadieen-styreen (ABS), dat veel beter is en nog altijd wordt gebruikt.
Het bedrijf is sinds 1968 ook betrokken in de uitbating van meerdere Legoland-parken over de wereld, eigendom van Merlin Entertainments waarvan in 2023 de familie Kirk Christiansen via de familieholding KIRKBI met 47,5% van de aandelen grootaandeelhouder is.
Vanaf 1970 kende LEGO Group een enorme groei. Er werden wereldwijd meerdere nieuwe fabrieken opgezet en het assortiment werd steeds groter. Reden voor de groei was de introductie van nieuwe producten zoals, Lego Mini Figures, Fabuland, LEGO Technic en Ruimtevaart LEGO.
In 1988 verliep het laatste patent van de originele LEGO blokjes; er kwamen nieuwe fabrikanten op de markt die gelijkvormige blokjes zijn gaan maken, maar onder andere merknamen. 

## Eigenaren
LEGO Group is niet beursgenoteerd en is een familiebedrijf. De aandelen zijn in handen van KIRKBI A/S (75%) en de LEGO Foundation heeft de resterende 25% in handen. KIRKBI A/S is een beleggingsmaatschappij van de familie Kris Cristiansen.